# Rýžovar

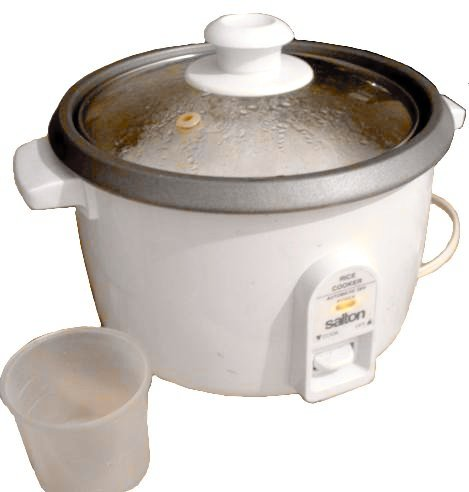
Rýžovar

Rýžovar je kuchyňský elektrický spotřebič, přístroj pro vaření rýže.

## Užívání a obsluha rýžovaru
Obecně platí, že všechny rýžovary mají stejný princip fungování pouze se trochu liší ovládání jednotlivých typů.
1. Připojíme rýžovar ke zdroji elektrické energie a ovládacími prvky nastavíme režim vaření.
2. Hrnec se zahřeje, aby se voda uvnitř vařila a uvařila rýži. Během vaření poklice udržuje stabilní teplotu. Hrnec je též vybaven otvorem určeným pro únik páry, který upravuje tlak v rýžovaru.
3. Když se rýže dovaří, ovladač se automaticky přepne do udržovacího režimu (teplý režim).

## Druhy rýžovarů
Mezi běžné typy rýžovarů patří:
Tradiční rýžovar je buď s pevným krytem anebo s odnímatelným krytem (pokličkou, jednodušší a levnější provedení). Jejich hlavní funkcí je jednoduše vařit rýži.
Vysokofrekvenční rýžovar: Tento typ hrnce je integrován s mnoha automatickými funkcemi, je vybaven měděnými dráty, které vyzařují magnetické pole a působí přímo na srdce hrnce při vaření jídla.
Elektronický rýžovar: moderní typ, vybavený LED obrazovkou, automatickým režimem vaření a elektronickými obvody.

## Složení elektrického rýžovaru
Rýžovar se skládá ze 6 hlavních částí:
- vnější nádoba

Vnější plášť rýžovaru, obvykle z plastu nebo nerezové oceli. Udržuje konstantní teplotu během funkce rýžovaru a také má pomáhat údržbě. Jeho vzhled rozhoduje o kráse, estetice přístroje.
- kryt může být dvou typů. Při odklopení během vaření vypustí hodně páry, což může být pro uživatele nebezpečné, zejména pro děti.

a)	Připevněné víko. Při používání mohou být trochu potíže s čištěním, ale jsou bezpečnější. V současné době někteří výrobci navrhli další typy vík, uvnitř jsou odnímatelné, což usnadňuje čištění.
b)	Odnímatelná poklice. Dá se snadněji čistit.
- vnitřní strana (vložka) vnější nádoby, která mívá více vrstev:

-	Nejvnitřnější vrstva má exotermický účinek, takže je hrnec rovnoměrně teplý.
-	Izolační vrstva, např. porcelánová, která udržuje teplo celého rýžovaru, je často zdobena texturami, které zvyšují estetiku rýžovaru.
- varná deska: hlavní topný prvek hrnce. rozvádí teplo na dno hrnce, aby se rýže uvařila rovnoměrně.
- vnitřní hrnec, jádro přístroje. Je obvykle lehký, s vysokou tepelnou odolností a je obvykle pokrytý nepřilnavým povlakem, aby se rýže nepřilepila a zároveň pomáhá při čištění.
- řídící jednotka používá termostat a relé, která přepínají z režimu vaření do režimu udržování tepla. Elektronický rýžovar má tuto řídicí jednotku se složitější funkcí: činnost řídí elektronickými obvody místo relé, informace LCD se zobrazují na obrazovce, ovládá se tlačítkem (ne páčkou) a má více režimů vaření.

Kromě výše uvedených 6 hlavních složek může mít rýžovar také další pomůcky, jako je napařovací vložka, odměrka a rýžová lžíce.